# Girolamo Giovinazzo
Girolamo Giovinazzo (Rome, 10 september 1968) is een voormalig judoka uit Italië, die zijn vaderland tweemaal op rij vertegenwoordigde bij de Olympische Spelen: in 1996 (Atlanta) en 2000 (Sydney). Bij zijn olympische debuut won Giovinazzo de zilveren medaille in de klasse tot 60 kilogram, gevolgd door de bronzen plak in Sydney (– 66 kg). Hij is zevenvoudig Italiaans kampioen. In 2001 zette hij een punt achter zijn topsportcarrière.

## Erelijst

### Olympische Spelen
- – 1996 Atlanta, Verenigde Staten (– 60 kg)
- – 2000 Sydney, Australië (– 66 kg)

### Europese kampioenschappen
- – 1994 Gdansk, Polen (– 60 kg)
- – 1999 Bratislava, Slowakije (– 66 kg)
- – 1995 Birmingham, Groot-Brittannië (– 60 kg)
- – 1996 Den Haag, Nederland (– 60 kg)
- – 1997 Oostende, België (– 60 kg)
- – 2000 Wroclaw, Polen (– 66 kg)

### Middellandse Zeespelen
- – 1991 Athene, Griekenland (– 60 kg)
- – 1993 Languedoc-Roussillon, Frankrijk (– 60 kg)
- – 1997 Bari, Italië (– 60 kg)
- – 1987 Latakia, Syrië (– 60 kg)